# Kirkevoll/Brekkeåsen
Kirkevoll/Brekkeåsen est un village de la municipalité de Tønsberg, dans le comté de Vestfold , en Norvège.

## Description
Le village compte 939 habitants au 1er janvier 2022 et est situé au nord de Revetal.
Kirkevoll/Brekkeåsen se compose des deux localités fusionnées Kirkevoll et Brekkeåsen, où se trouvent l'église de Våle et l'école Kirkevoll.

## Galerie

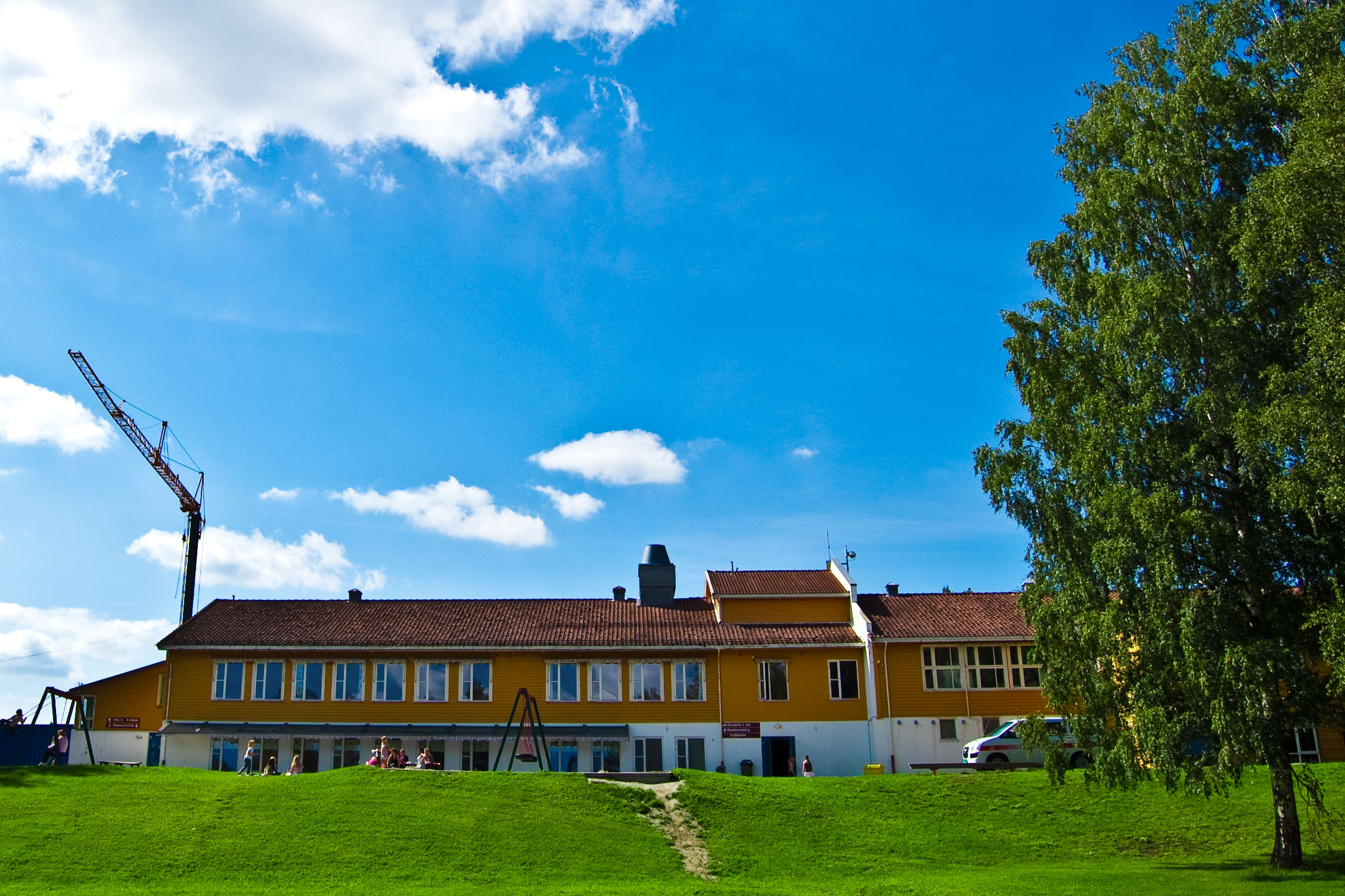
Ecole de Nirkevoll